# بورديتيلا ثاقبة
بورديتيلا ثاقبة (الاسم العلمي: Bordetella trematum) هي نوع من البكتيريا، سلبية الغرام، تتبع جنس البورديتيلا.